# バーリー・ドハーティ
バーリー・ドハーティ（Berlie Doherty, 1943年11月6日 - ）は、イギリスの小説家、詩人、脚本家。カーネギー賞を2度受賞し、主に児童文学で知られる。姓はドハティ、ドーアティと表記されることがある。

## 作家になるまで
1943年、リバプールにて父ウォルター・ホリングスワースのもとに3人の子どもの末っ子として生まれる  。4歳のとき、初期の作品の舞台にもなるホイレイクに引っ越す。  父は鉄道員として務めるかたわら、地元紙に詩を投稿するなど執筆活動に熱心で、その父から「物語を受け継いだ」とのちに述べている。 それに倣い5歳から、初めのうちは父にタイピングしてもらいながら、地元紙の子供向けページに14歳で資格がなくなるまで詩や物語を投稿した 。2004年の回想で「夢を抱いたのは私ですが、その夢を育てたのは父です。父は毎晩寝る前にベッドで話を聞かせてくれ、またよく二人で一緒にお話を作りました。キャッチボールをするみたいにアイデアを出し合い、あるところで父が『もういいや』とボールを置き『あとは自分で仕上げられるだろ』と言うのでした。」と語っている。 
アプトンホール修道院付属学校で学んだ後、ダラム大学で英語学を専攻し1965年に卒業。その後、リバプール大学で社会科学の準修士を取得。1978年に出産し母親となったのち、シェフィールド大学で教育学の準修士を取得。このときの創作作文コースの課題として修道院付属学校を描いた小説が地元のラジオで放送され、ドハーティの最初の大人向け小説 Requiem の下敷きとなった。
ソーシャルワーカー、教師として働いたのち、BBCラジオ・シェフィールドの教育番組の執筆・制作に二年間携わり、そのうちのシリーズの一つが『ホワイト・ピーク・ファーム』となる。
子供時代の新聞への投稿から20年以上を経て、自身の子どもたちが小学校に入学すると、本格的に執筆を再開。1982年に How Green You Are! を初出版し、翌年から本業の作家となった。 

## 執筆活動

### 小説・児童書
児童・青少年向け小説や絵本を三十作以上執筆。作家フィリップ・プルマンは「ドハーティの強さは常に感情の誠実さにある。」と評している。
三作目『ホワイト・ピーク・ファーム』は初の年長者向け作品で、現代の農家一家に起きる変化を描いた。自伝的小説とも評されるが、ドハーティ自身にはラジオ番組制作のため行ったダービーシャーの十代の子どもへのインタビュー以外に農業体験はなく、そのダービーシャーがこの小説の舞台となっている。またのちに、ダービーシャーのピーク地方の農場にある築300年のコテージに移り住んだが、農家にはなっていない。 
書くジャンルは様々で、『ディア ノーバディ』での10代の妊娠、『蛇の石 秘密の谷』での養子縁組、『ライオンとであった少女』でのアフリカのエイズ孤児と児童売買といった現代の社会問題を取り上げた作品の描写には、ソーシャルワーカーでの経験が活かされている。  児童書 Tilly Mint and the Dodo（1988）では自然保護論者として種絶滅の危機を取り上げた。Spellhorn（1989）では盲目者の体験を探るためにファンタジー設定を用いた。歴史物には、1860年代のロンドンが背景の Street Child（1993）や、ヘンリー8世治世時代が背景の Treason（2011）がある。ドハーティ自身の家族史を元にした作品『シェフィールドを発つ日』では自身の両親の結婚談が描かれ、The Sailing Ship Tree（1998）では自身の父親と祖父の人生が描かれている。ドハーティにとって祖父母は、自分の「遠い過去」への生きた繋がりだというが、自身の祖父母は生まれる前に全員他界していたため、母方の祖父母を『シェフィールドを発つ日』で、また父方の祖父を The Sailing Ship Tree でそれぞれ「再生」させたという。 

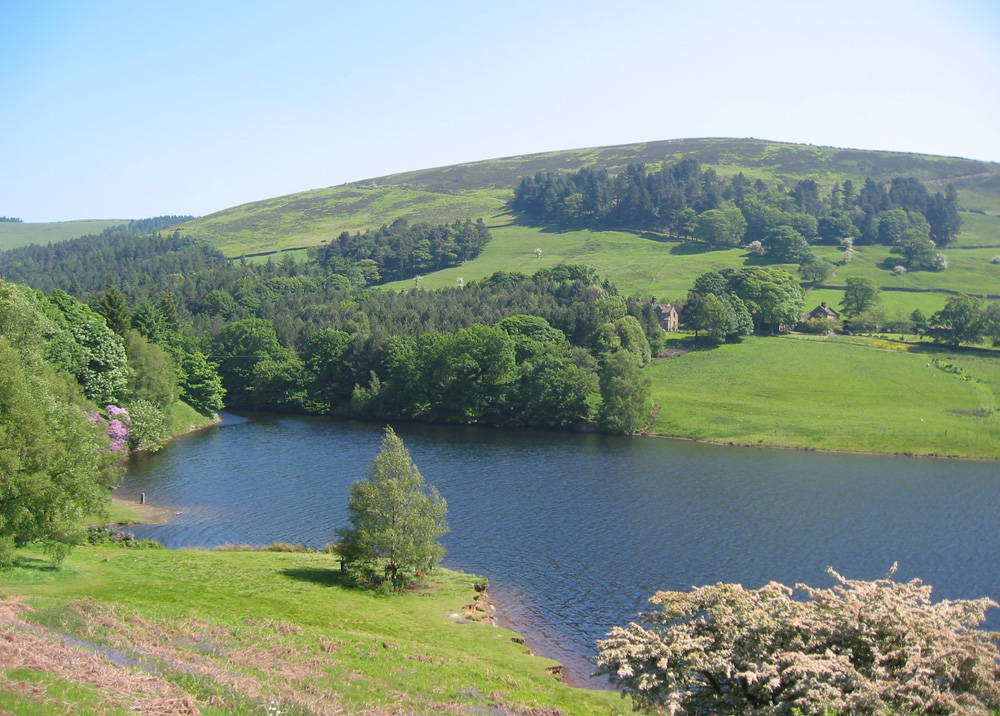
Deep Secretの着想を得たレディバワー貯水池。

ドハーティの作品には場所を強く意識させるものが多く、風景に触発されていると自身で述べているほか、作家トーマス・ハーディのもつ「風景の中の人々の実感」を賞賛している。現在ダービーシャーのダークピークにあるイーデルに居住しており、ピーク地方を背景とした作品を多数書いている。Children of Winter（1985）はペストの蔓延したエヤムの村に大まかに基づく話で、Deep Secret（2004）ではレディバワー貯水池のために水没した二つの村が詳述されている。 ファンタジー絵本 Blue John（2003）はダービーシャーのキャッストンにあるブルー・ジョン洞窟に触発して作られた 。 
児童やティーンエイジャーと一緒に物語を作っていくことも多く、初の著書 How Green You Are! はシェフィールドで教師として働いている間、自分のクラスの一つで読み聞かせるために書かれたものだった。Tough Luck（1987）は、アーティスト・イン・レジデンスとして過ごしたドンカスターの学校の生徒と一緒に作られた。Spellhorn では盲目の子供たちとの様々な作業を通して作品作りの研究を行った。
児童向け小説で有名だが、大人向け小説には Requiem（1991）、The Vinegar Jar（1994）がある。

### 詩
1993年に詩集 Walking on Floor を出版。他の詩集にもいくつか詩が載っている 。1998年には「ストーリーポエム」と呼ぶ詩集 The Forsaken Merman and other story poems（1998）を出した。またドハーティの詩「Here lies a city's heart ...」はシェフィールド芸術委員会によってシェフィールドの歩行者商店街に刻まれている 。 

### ドラマ
ラジオドラマを多く書いている他、劇場演劇にも脚色・オリジナル作品を含めていくつか書いている。1988年に『ホワイト・ピーク・ファーム』をBBC Oneで、また1994年に Children of Winter をチャンネル4で、それぞれテレビドラマに脚色した。また2001年にBBC Twoの教育番組「Look and Read」の一部として放送された、サイバースペースに閉じ込められた2人の子供たちのシリーズ「Zzaap and Word Master」を執筆した 。 

### 音楽関連作品
音楽にのせる作品として、子ども用オペラの台本を三作書いている。 Daughter of the Sea は同名の自小説から脚色したもので、2004年に初演奏。The Magician's Cat（2004）、Wild Cat（2006）は、ともにウェールズ・ナショナル・オペラの依頼で制作された。 

## 受賞
- カーネギー賞： 『シェフィールドを発つ日』1986年[26]、『ディア ノーバディ』1991年[27]
- 産経児童出版文化賞（フジテレビ賞）：『ディア ノーバディ』（日本語訳版）1995年[28]
- イギリス脚本家組合賞（児童演劇部門）：『ディア ノーバディ』（ラジオドラマ版）1991年[1]
- イギリス脚本家組合賞（児童書部門）：Daughter of the Sea 1996年[29]

- ダービー大学名誉博士号 2002年 [1][30]

- フェニックス賞：『ホワイト・ピーク・ファーム』2004年[31]

## 日本語訳された作品

### 小説
- White Peak Farm（1984、後に作者の希望によりJeannie of White Peak Farmに改題）
  - 『ホワイト・ピーク・ファーム』斎藤倫子訳、あすなろ書房、2002年
- Granny Was a Buffer Girl（1986）
  - 『シェフィールドを発つ日』中川千尋訳、福武書店、1990年
- Dear Nobody（1991）
  - 『ディア ノーバディ』中川千尋訳、新潮文庫、1998年
  - 『ディアノーバディ あなたへの手紙』中川千尋訳、小学館、2007年

- The Snake-Stone（1995）
  - 『アンモナイトの谷』中川千尋訳、新潮文庫、1997年
  - 『蛇の石（スネークストーン）秘密の谷』中川千尋訳、新潮文庫、2001年

- Abela: The Girl Who Saw Lions（2007）
  - 『ライオンとであった少女』斎藤倫子訳、主婦の友社、2010年

### 絵本
- The Magical Bicycle（1995年）
  - 『ぼくのもらったすごいやつ』まつかわまゆみ訳、評論社、1995年
- Our Field（1996）
  - 『わたしののはら』佐藤見果夢訳、評論社、1996年

- Fairy Tales（2000）
  - 『絵巻物語 フェアリーテイル―シンデレラからアラジンと魔法のランプまで』神戸万知訳、原書房、2001年
- The Three Princes（2011）
  - 『3人の王子』かわこうせい絵・きたがわしずえ訳、バベルプレス、2018年